# مميز (حوسبة)
المُميِّز في الحوسبة هو حقل من الخصائص مصمم لفصل عنصر معين عن العناصر الأخريات التي لها نفس المعرف. لنفترض على سبيل المثال أن البرنامج يجب أن يحفظ كائنين فريدين في الذاكرة، وكلاهما معرفاتهما foo. لضمان عدم الخلط بين الكائنين، قد يقوم البرنامج بتعيين أدوات تمييز للكائنات في شكل أرقام؛ مثل foo (1) و foo (2) يميزان كلا الكائنين المسمى foo.
وقد اعتُمد هذا من خلال لغات البرمجة المنصات الرقمية للمراسلة الفورية والألعاب كثيفة اللاعبين على الإنترنت.